# Кузьменко Михайло Федорович
Михайло Федорович Кузьменко — начальник морського торговельного порту «Чорноморськ», 1989–1993.

## Біографія
Народився 2 жовтня 1939 р. (с.Черепин, Черкаська область); українець; батько — Федір Овсійович (1898–1962); мати — Марія Іванівна (1905–1992); дружина — Світлана Павлівна (1960-1966), дружина — Людмила Андріївна (з 1968).
Народився в родині селянина, на відмінно закінчив середню школу у Корсунь-Шевченківському, у родині було 6 дітей, тому поїхав жити та навчатися до Одеси (станція Шевченкове приписана до Одеської залізниці). Після закінчення Одеського морехідного училища працював у порту Корсаков на Сахаліні. У грудні 1963 р. почав працювати в Іллічівському морському торговельному порту стивідором 2-го вантажного району. Пройшов трудовий шлях до начальника порту, посаду якого отримав на відкритих виборах у 1989 р. Звільнився з посади за власним бажанням у 1993 р. за причини конфлікту з профспілками. До виходу на пенсію працював помічником начальника порту з ЗЕД.
Керував портом у найтяжчі роки розпаду СРСР та знищення єдиної транспортної системи. Активно опирався спробам розвалити порт, на галузевому рівні узяв активну участь у створенні першої незалежної Асоціації портів України (УКРАСПО). Мав великий авторитет серед портовиків та мешканців Чорноморська. Завжди намагався отримати довіру своїх співробітників, був тактовним і не терпів свавілля. Член КПРС, депутат XXVII з'їзду.
Попрощатися з Михайлом Федоровичем прийшло більше 5 000 робітників порту та городян.
1956–1959 — курсант Одеського морехідного училища.
1960–1963 — праця у Корсаківському морському порту — кранівник, диспетчер-механік 2 вантажного району, старший механік 1 вантажного району.
1963–1971 — Чорноморський порт — стивідор, старший диспетчер, заступник начальника 2 вантажного району порту з експлуатації, старший диспетчер з оперативного планування 2 вантажного району, заступник начальника 1 вантажного району з експлуатації
1970–1981 — начальник 3 вантажного району Чорноморського порту (у 1976 р. номер змінено на 4 район)
1981–1988 — головний диспетчер Чорноморського порту
1988–1989 — заступник начальника Чорноморського порту з експлуатації
січень 1989-грудень 1993 — начальник Чорноморського порту
січень 1994–2006 — помічник начальника Чорноморського порту з ЗЕД.
Освіта: Одеське морехідне училище (1959), Одеський інститут інженерів морського флоту, експлуатаційний факультет (1974, заочно), «Експлуатація водного транспорту».
Захоплення: історія, теслярство, Україна.

## Нагороди
- Орден Пошани
- Почесний працівник ММФ СРСР (1976)
- Почесний працівник Чорноморського порту (2006)
- Ветеран Чорноморського порту
- Член-кореспондент Транспортної академії наук України (1992)
- Меморіальна дошка на будинку в Чорноморську
- Почесна грамота Кабінету Міністрів України